# Junost' poėta
Junost' poėta (Юность поэта) è un film del 1937 diretto da Abram Aronovič Narodickij.